# Perro come perro
Perro come perro é um filme de drama colombiano de 2008 dirigido e escrito por Carlos Moreno. Foi selecionado como representante da Colômbia à edição do Oscar 2009, organizada pela Academia de Artes e Ciências Cinematográficas.

## Elenco
- Marlon Moreno - Victor Peñaranda
- Óscar Borda - Eusebio Benítez
- Blas Jaramillo - "El Orejón"
- Paulina Rivas - Iris
- Álvaro Rodríguez - Silvio Sierra
- Andrés Toro - Zabala